# Rally Fusion: Race of Champions
Rally Fusion: Race of Champions est un jeu vidéo de rallye développé par Climax Brighton et édité par Activision, sorti en 2002 sur GameCube, PlayStation 2 et Xbox.
Il utilise la licence officielle Race of Champions.

## Accueil
- Jeux vidéo Magazine : 11/20[1]